# Mirepeix
Mirepeix település Franciaországban, Pyrénées-Atlantiques megyében. Lakosainak száma 1254 fő (2022. január 1.). Mirepeix Baudreix, Bénéjacq, Bordères, Bourdettes, Coarraze, Lagos és Nay községekkel határos.

## Népesség
A település népességének változása:
| Lakosok száma | 1262 | 1268 | 1308 | 1278 | 1267 | 1258 | 1250 | 1251 | 1254 |
|               | 2013 | 2015 | 2016 | 2017 | 2018 | 2019 | 2020 | 2021 | 2022 |